# Ковалёв, Дмитрий Михайлович (поэт)
Дми́трий Миха́йлович Ковалёв (4 [17] июня 1915, местечко Ветка, Гомельский уезд, Могилёвская губерния, Российская империя — 5 марта 1977, Москва,  СССР) — русский советский поэт-лирик, переводчик. Участник Великой Отечественной войны.

## Биография

### Детство
Родился 17 июня 1915 года в местечке Ветка Гомельской области, первый ребёнок в семье.
В 1924 году семья переехала в деревню Кобринку, где Дмитрий научился читать. В 1926 году, после переезда в Прудок, пошёл в школу, сразу во второй класс. Не закончив четвёртый класс, начал трудиться, помогая родителям по хозяйству. С 1929 года — подручный у отца в кузнице.

### Семья
Отец, Михаил Тимофеевич Ковалёв — участник I мировой войны, вернулся из фронтового госпиталя после Октябрьской революции. Был ранен и отравлен газами в Карпатах в августе 1917 года, долго болел. По окончании Гражданской войны — сельский кузнец. Мать — Екатерина Ивановна Ковалёва (урожд. Худоярова) (18??—1971). Дед (по отцу), Тимофей Трофимович Ковалёв — кузнец, оружейник, член РСДРП. У него были 3 младших сестры и 4 младших брата (Георгий, Владимир, Виктор, Михаил). Сёстры умерли в раннем возрасте[источник?], братья Георгий и Виктор погибли на фронте в ВОВ.
Жена — Антонина Андреевна Ковалёва (урожд. Ковалёва) (1922—2010). Первый сын, Евгений (1946—2006) — инженер-автодорожник, участник ликвидации последствий аварии на Чернобыльской АЭС. Второй сын, Сергей (1949—1950), умер в младенчестве. Третий сын, Михаил (род. 1953) — доктор физико-математических наук, профессор.

### Юность: высшее образование, работа учителем в школе
В 1934 году, с помощью друга подготовился к экзаменам, поступил на Гомельский вечерний политехнический рабфак Минского политехнического института. В 1939 году окончил его с отличием, поступил на заочное отделение филфака Ленинградского университета. В 1938—1939 гг. работал учителем белорусского языка и литературы в средней школе в деревне Романовичи (Гомельская область).
Публиковался с 1937 года. 1 ноября 1937 года в газете «Полесская правда» (ныне «Гомельская правда») было опубликовано первое стихотворение «Так сказала Рая». В этой газете опубликованы его первые произведения.. Публиковался в газете «Сталинская молодёжь».

### Великая Отечественная война, вступление вВКП(б)
В январе 1941 года был призван на службу РККФ на Северный флот, стрелок 126-го полка морской пехоты, с ноября 1941 работал во флотской печати (литсотрудник отдела боевой подготовки газеты «Краснофлотец», с 1943 года секретарь редакции газеты «Боевой курс» бригады подводных лодок).
Член ВКП(б) с 1945 года. По другим данным, вступил в 1944 году на Северном флоте. За границу не выезжал.

### Послевойны: первый сборник стихов,Литературный институт им. А. М. Горького, автобиография
Летом 1945 года, по окончании войны, уехал во Льгов — родной город его жены, где позже проводил каждое лето, вплоть до 1976 года.
В 1946 году, после демобилизации приехал в Минск, где в 1947 году был опубликован первый сборник «Далёкие берега», в который вошли стихи Ковалёва, написанные ещё во время войны. Работал редактором журнала «Беларусь». В 1955 году переехал в Москву, поступил на Высшие литературные курсы Союза писателей, в 1957 году окончил их, был приглашён в качестве главного редактора в издательство «Молодая гвардия».
С 1960 по 1976 гг. вёл творческий семинар в Литературном институте, с «поэтическими десантами» побывал во многих районах страны. Жил в Москве, часто посещал Гомельщину, помогал начинающим литераторам-землякам.
В 1948 году устроился литературным консультантом в газету «Сталинская молодёжь».
17 января 1972 года посетил хирурга, который поставил диагноз диабет на последней стадии. Врач «удалила одну кость, а придется и весь палец». С 31 января находился в больнице, где ему провели несколько операций на ноге. 1 декабря потерял сознание на улице Горького и снова попал в больницу.
В 1975 году написал автобиографию, доведённую до 1945 года. В 1981 году, уже после его смерти она была опубликована в журнале «Москва» (№ 5), под названием «Годы в Заполярье», с. 186—198.
Сильно болел, перенёс пять операций.
Умер 5 марта 1977 года в Москве. Похоронен на Ваганьковском кладбище.

## Память

### СССР

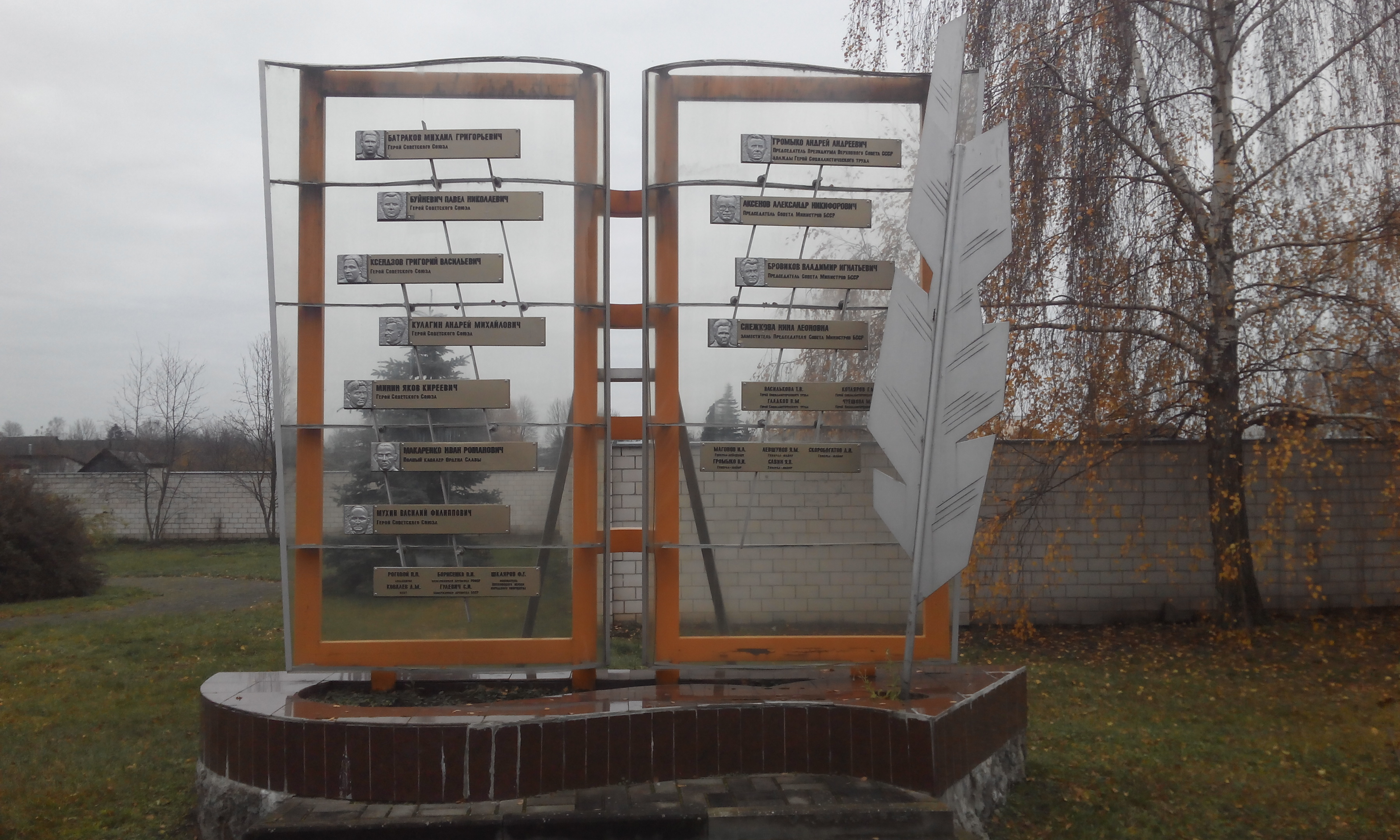
Памятник известным уроженцам Ветковского района в Ветке (Гомельской области)

27 апреля 1979 года в городе Ветка именем Дмитрия Ковалёва названа улица.
В Ветковской районной библиотеке и литературно-мемориальном музее им. Н. Н. Асеева во Льгове имеются экспозиции, посвящённые творчеству поэта.

### Россия
В июне 2017 года в городе Льгове на здании Гостевого дома «Льгов» была установлена мемориальная доска в честь поэта.

### Беларусь
Имя на памятнике известным уроженцам Ветковского района. Памятник в форме раскрытой книги установлен в Ветке (Гомельская область).
3 июля 2023 года в Ветке Гомельской области Беларуси на здании районной библиотеки открыта мемориальная доска в честь Д. М. Ковалёва.

## Творчество
В пейзажной лирике узнаваемы родная поэту Гомельская область и Курская область, где он ежегодно жил летом, с 1945 по 1976 годы во Льгове — родном городе его жены.

### Переводы
- Аркадий Кулешов «Баллада про око» (1953, стихотворение)
- Петрусь Бровка «Жаворонок» (1966, стихотворение)
- Петрусь Бровка «Журавли» (1966, стихотворение)
- Станислав Кацуба «Перепелочка» (1968, стихи)
- Иван Мележ «Дыхание грозы» / «Подых навальніцы» (1969, роман)
- Кастусь Киреенко «Слово о матери» / «Сказ пра матуліна сэрца» (1969, стихотворение)
- Янка Брыль «Общинное» / «Гуртавое» (1970, рассказ)
- Николай Сурначёв «В истоптанном жите» / «В потоптанном жите» (1974, стихотворение)
- Алесь Адамович, Янка Брыль, Владимир Колесник «Я из огненной деревни…» / «Я з вогненнай вёскі» (1979, документальное произведение)
- Иван Мележ «Метель, декабрь» / «Завеі, снежань» (1987, роман)
- Янка Брыль «Ко́сю мой, ко́сю…» (1988, рассказ)
- Янка Брыль «Краюха и кринка» (1988, рассказ)
- Янка Брыль «Пламя» (1988, рассказ)[17].
- Джура, Султан «Стихи» (1951)
- Нил Гилевич «Песню берите с собой» (1959, стихи)
- Семён Данилов «Лунный лось» (1967)
- Анатолий Гречаников «Звезды и курганы» (1976, стихи)
- Семён Данилов «Я родился в апреле» (1980, стихи)
- Пимен Панченко (стихи)
- Олег Лойко «Моя планета» (1971, стихи и баллады)
- Максим Танк (стихи)[7].

### Критические статьи
- Свет высокой любви — о поэзии Ивана Никитина.
- Трудная слава — о поэзии Сергея Есенина.
- Неистовое естество — о поэзии Павла Васильева.
- Жизнь — песня — о творчестве Михаила Исаковского.
- По главной сути — о поэзии Василия Фёдорова.
- Колос белорусской Нивы — о творчестве Якуба Коласа.
- Работа вечная огня — о творчестве Янки Брыля.
- Поэзия Полесья — о творчестве Ивана Мележа.
- Длиною в один день — о поэзии Максима Танка.
- Даль памяти — о поэзии Егора Исаева.
- Ключ сердца — о поэзии Виктора Бокова.
- Душевный опыт поколения — о поэзии Николая Корнеева.
- Земляника на снегу… — О поэзии Фёдора Сухова.